# Foxtrot deszczowy / Pewnie miła zapomniałaś
Foxtrot deszczowy / Pewnie miła zapomniałaś – singel, split zawierający nagrania polskich piosenkarzy: Nataszy Zylskiej i Leonarda Jakubowskiego, śpiewających z towarzyszeniem Orkiestry Tanecznej Polskiego Radia, którą dyrygował Jan Cajmer.
Singel został wydany jako płyta szelakowa 10-calowa, z prędkością odtwarzania 78 obr./min. Płytę wydały Polskie Nagrania Warszawa (produkcja płyt: Muza), numer katalogowy 3053 (numery matryc przygotowanych przez Zakład Nagrań Dźwiękowych a) ZND 5052 i b) ZND 4970).

## Lista utworów
- A: „Foxtrot deszczowy” foxtrot  (muz. E. Mai, sł. Bogusław Choiński, Stanisław Werner) Natasza Zylska
- B: „Pewnie miła zapomniałaś” slow-fox (muz. Edward Olearczyk, sł. Mirosław Łebkowski, Tadeusz Urgacz) Leonard Jakubowski